# Glenea oriformis
Glenea oriformis là một loài bọ cánh cứng trong họ Cerambycidae.